# Ivanka Boljkovac
Ivanka Boljkovac (Karlovac, 29. svibnja 1955.) hrvatska je sopranistica, nacionalna prvakinja Opere HNK Zagreb i glumica.

## Životopis
Rođena je 29. svibnja 1955. godine u Karlovcu gdje je završila srednju glazbenu školu s glavnim predmetima violinom i solo pjevanjem. Na Muzičkoj akademiji u Zagrebu diplomirala je u klasi profesorice Marije Borčić 1978. godine te magistrirala 1980. godine ulogom Elisabette u Don Carlosu. Iste je godine postala članica Opere HNK u Zagrebu. Odlukom Ministarstva kulture od 17. lipnja 2003. proglašena je nacionalnom prvakinjom.

## Uloge u HNK u Zagrebu
- Elisabetta – Don Carlos Giuseppea Verdija, d. Miro Belamarić, r. Kosta Spaić, 6. travnja 1980.;
- Lisa – Pikova dama Petra Iljiča Čajkovskog, d. Nikola Debelić, r. Mladen Sabljić, 30. ožujka 1981.;
- Prva dama – Čarobna frula Wolfganga Amadeusa Mozarta, d. Jovan Šajnović, r. Wolfgang Kersten, 28. lipnja 1981.;
- Santuzza – Cavalleria rusticana Pietra Mascagnia d. Miro Belamarić, r. Giancarlo del Monaco, 16. veljače 1982.;
- Amelia – Krabuljni ples Giuseppea Verdija, d. Nikola Debelić, r. Petar Šarčević, 11. lipnja 1983.;
- Anna – Nabucco Giuseppea Verdija, d. Miro Belamarić, r. Petar Selem, 24. lipnja 1984.;
- Leonora – Trubadur Giuseppea Verdija, d. Edoardo Müller, r. Nenad Turkalj, 4.3.1985.;
- Donna Anna – Don Giovanni Wolfganga Amadeusa Mozarta, d. Uroš Lajovic, r. Wolfgang Kersten, 18. svibnja 1986.;
- Sieglinda – Walküra Richarda Wagnera, d. Miro Belamarić, r. Hans Peter Lehmann, 21. ožujka 1987.;
- Desdemona – Otello Giuseppea Verdija, d. Miro Belamarić, r. Ivica Krajač, 21. listopada 1987.;
- Aida – Aida Giuseppea Verdija, d. Roberto Tolomelli, r. Ivica Krajač, 14. siječnja 1989., obn. d. Zoran Juranić, r. Nenad Turkalj, 8. veljače 1997.;
- Elektra – Elektra Richarda Straussa, d. Miro Belamarić, r. Günter Könemann, 10. ožujka 1990.;
- Rusana – Mislav Ivana pl. Zajca, d.Miro Belamarić, 29. lipnja 1990.;
- Irmengarda – Porin Vatroslava Lisinskog, d. Nikša Bareza, r. Petar Selem, 13. ožujka 1993.;
- Giorgetta - Plašt Giacoma Puccinija, d. Loris Voltolini,r. Krešimir Dolenčić, 18. lipnja 1993.;
- Eva – Nikola Šubić Zrinjski Ivana pl.Zajca, d. Mladen Tarbuk, r. Krešimir Dolenčić, 5. studenog 1994.;
- Leonora di Vargas – Moć sudbine Giuseppea Verdija, d. Mladen Bašić, r.i k. Zlatica Bašić-Stepan, 19. siječnja 1996.;
- Santuzza – Cavalleria rusticana Giuseppea Verdija, d. Saša Britvić, r. Ivica Krajač (prema režiji Giancarla del Monaca), 14. travnja 1996.;
- Tosca – Tosca Giacoma Puccinija, d.Loris Voltolini, r. Peter busse, 28. listopada 1997.;
- Krčmarica – Boris Godunov Modesta Petroviča Musorgskog, d. Vladimir Kranjčević, r. Georgij Paro, 28. veljače 2002.;
- Doma - Ero s onoga svijeta Jakova Gotovca, Stari mačak – Mačak u čizmama Brune Bjelinskoga, k.i r. Ljiljana Gvozdenović, 15. travanj 2003.;
- Aksinija – Lady Macbeth Mcenskog okruga Dmitrija Dmitrijeviča Šostakoviča, d. Mladen Tarbuk, r. Thomas Schulte-Michels, 24. siječnja 2004.;
- Elisabetta – Don Carlos Giuseppea Verdija, d. Daniel Lipton, r. Jean Louis Grinda, 3. travnja 2004.;
- Volumnija – Koriolan Stjepana Šuleka, d. Pavle Dešpalj, r. Zoran Juranić, 30. rujna 2004.;
- Prva starica – Pingvini Zorana Juranića, d. Zoran Juranić, r. Andreas Bode, 14. travnja 2007.;

## Uloge i nastupi izvan HNK u Zagrebu
- Turandot – Turandot Giacoma Puccinija,
- Sinaide – Mosè in Egitto Gioacchina Rossinija,
- Elektra – Idomeneo Wolfganga Amadeusa Mozarta,
- Margita - Ban Leget Ivana pl. Zajca,
- Stabat mater Antonína Dvořáka,
- Misa broj 5 Franza Schuberta,
- Druga, Četvrta i Osma Simfonija Gustava Mahlera,
- Muka po Mateju Johanna Sebastiana Bacha,
- Te Deum Antona Brucknera,
- Missa solemnis Ludwiga van Beethovena,
- Gloria Antonia Vivaldija i dr.

## Filmografija
- Kad susjedi polude kao Ruža (2018.)
- Crno-bijeli svijet kao prodavačica (2015.)
- Pušiona kao kuharica (2012.)
- Stipe u gostima kao susjeda (2011.)
- Odmori se, zaslužio si kao Magnolija Didulica (2010.)
- Zauvijek susjedi kao doktorica Filipa (2008.)
- Naša mala klinika kao Lukrecija (2007.)
- Kazalište u kući kao susjeda (2007.)
- Cimmer fraj kao Marisa (2006.)
- Crveno i crno kao žena u vlaku (2006.)
- 24 sata kao Tomova mama (2002.)

## Sinkronizacija
- Rio 2 kao teta Mimi (2014.)

## Nagrade
- 1972.: Treća nagrada na Republičkom natjecanju muzičkih škola Hrvatske
- 1974.: Druga nagrada na Republičkom natjecanju muzičkih škola Hrvatske, Treća nagrada na Saveznom natjecanju muzičkih škola Jugoslavije, Nagrada Darko Lukić i Nagrada Sedam sekretara SKOJ-a
- 1985.: Druga nagrada na Međunarodnom natjecanju opernih pjevača Villa Manin i Nagrada Milka Trnina
- Medalja grada Karlovca
- 1993.: Nagrada hrvatskog glumišta za ulogu Irmengarde u operi Porin Vatroslava Lisinskog u izvedbi Hrvatskog narodnog kazališta iz Zagreba
- 1996.: Nagrada Marijana Radev za ulogu Leonore u operi Moć sudbine Giuseppea Verdija
- 2005.: Nagrada hrvatskog glumišta za ulogu Volumnije u operi Koriolan Stjepana Šuleka u izvedbi Hrvatskog narodnog kazališta u Zagrebu
- Red Danice hrvatske s likom Marka Marulića, državno odlikovanje

## Vanjske poveznice
Mrežna mjesta
- Boljkovac, Ivanka Hrvatska opća enciklopedija